# (5368) Vitagliano
(5368) Vitagliano ist ein Asteroid jenseits des äußeren Hauptgürtels, der am 21. September 1984 vom belgischen Astronomen Henri Debehogne am La-Silla-Observatorium in Chile bei einer Helligkeit von 18,0 mag entdeckt wurde. Nachträglich konnte der Asteroid bereits auf Aufnahmen des Lowell-Observatoriums in Arizona vom 11. Februar 1980 und des Siding-Spring-Observatoriums in Australien vom 8. Oktober 1983 nachgewiesen werden.
Der Asteroid wurde nach dem italienischen Professor Aldo Vitagliano benannt, der an der Universität Federico II in Neapel Allgemeine und anorganische Chemie lehrte. Vitagliano entwickelte das Himmelsmechanik-Programm „SOLEX“, mit dem sich Ephemeriden der Körper des Sonnensystems, einschließlich Asteroiden und Kometen, mit hoher Genauigkeit und über lange Zeiträume berechnen lassen. Die Namensgebung erfolgte nach einem Vorschlag von Jean Meeus.
(5368) Vitagliano wird zwar zu den Hauptgürtelasteroiden gezählt, bewegt sich aber weit außerhalb der Hecuba-Lücke und ist ein Mitglied der Hilda-Gruppe. Diese bewegt sich in einer 3:2-Bahnresonanz mit dem Planeten Jupiter um die Sonne. Obwohl nach den derzeit bekannten Bahnelementen der minimale Abstand zwischen den Umlaufbahnen (Minimum orbit intersection distance, MOID) von (5368) Vitagliano und Jupiter nur etwa 107 Mio. km (0,71 AE) beträgt, nähern sich Asteroid und Planet innerhalb einer Zeitspanne von 100.000 Jahren um die gegenwärtige Epoche durch ihre gegenseitige Bahnresonanz nie auf weniger als etwa 253 Mio. km (1,69 AE) aneinander an.

## Wissenschaftliche Auswertung
Eine Auswertung von Beobachtungen durch das Projekt NEOWISE im nahen Infrarot führte 2012 zu vorläufigen Werten für den Durchmesser und die Albedo im sichtbaren Bereich von 34,8 km bzw. 0,06.
Photometrische Beobachtungen von (5368) Vitagliano fanden erstmals statt vom 2. bis 5. Februar 1995 mit dem Jacobus-Kapteyn-Teleskop (JKT) am Roque-de-los-Muchachos-Observatorium auf La Palma. Aus der aufgezeichneten Lichtkurve konnte für die Rotationsperiode nur ein etwas unsicherer Wert von 31 ± 1 h abgeleitet werden. Neue Messungen erfolgten vom 29. September bis 9. Oktober 2016 am Center for Solar System Studies (CS3) in Colorado. Die Auswertung der gemessenen Lichtkurve ließ zwar Rotationsperioden von 30 als auch von 60 Stunden zu, es wurde aber der längere Wert von 59,36 h präferiert.
Aus archivierten Daten des Asteroid Terrestrial-impact Last Alert System (ATLAS) aus dem Zeitraum 2015 bis 2018 konnte in einer Untersuchung von 2022 mit der Methode der konvexen Inversion eine Rotationsperiode von 30,283 h bestimmt werden. Im Jahr 2023 wurde aus photometrischen Messungen von Gaia DR3 erneut ein dreidimensionales Gestaltmodell des Asteroiden für zwei alternative Rotationsachsen mit prograder Rotation und einer Periode von 30,281 h berechnet.